# Tanja Germanliewa
Tanja Kirilowa Germanliewa (bulgarisch Таня Кирилова Германлиева, englische Schreibweise: Tanja Kirilova Germanlieva; * 2. Juli 1989) ist eine ehemalige bulgarische Tennisspielerin.

## Karriere
Germanliewa spielt hauptsächlich Turniere auf der ITF Women’s World Tennis Tour, wo sie einen Titel im Doppel gewinnen konnte.

## Turniersiege

### Doppel
| Nr. | Datum        | Turnier | Kategorie   | Belag | Partnerin            | Finalgegnerinnen                | Ergebnis         |
| --- | ------------ | ------- | ----------- | ----- | -------------------- | ------------------------------- | ---------------- |
| 1.  | 23. Mai 2009 | Craiova | ITF $10.000 | Sand  | Dessislawa Mladenowa | Simona-Iulia Matei Nataša Zorić | 4:6, 6:1, [10:7] |